# Чарноцин (Лодзинське воєводство)
Чарноцин (пол. Czarnocin) — село в Польщі, у гміні Чарноцин Пйотрковського повіту Лодзинського воєводства.
Населення — 1255 осіб (2011).
У 1975-1998 роках село належало до Пйотрковського воєводства.

## Демографія
Демографічна структура станом на 31 березня 2011 року:
|          | Загалом | Допрацездатний вік | Працездатний вік | Постпрацездатний вік |
| -------- | ------- | ------------------ | ---------------- | -------------------- |
| Чоловіки | 609     | 120                | 424              | 65                   |
| Жінки    | 646     | 113                | 389              | 144                  |
| Разом    | 1255    | 233                | 813              | 209                  |